# The Real Thing (groupe)
Pour les articles homonymes, voir The Real Thing.
The Real Thing est un groupe de musique britannique formé dans les années 1970.

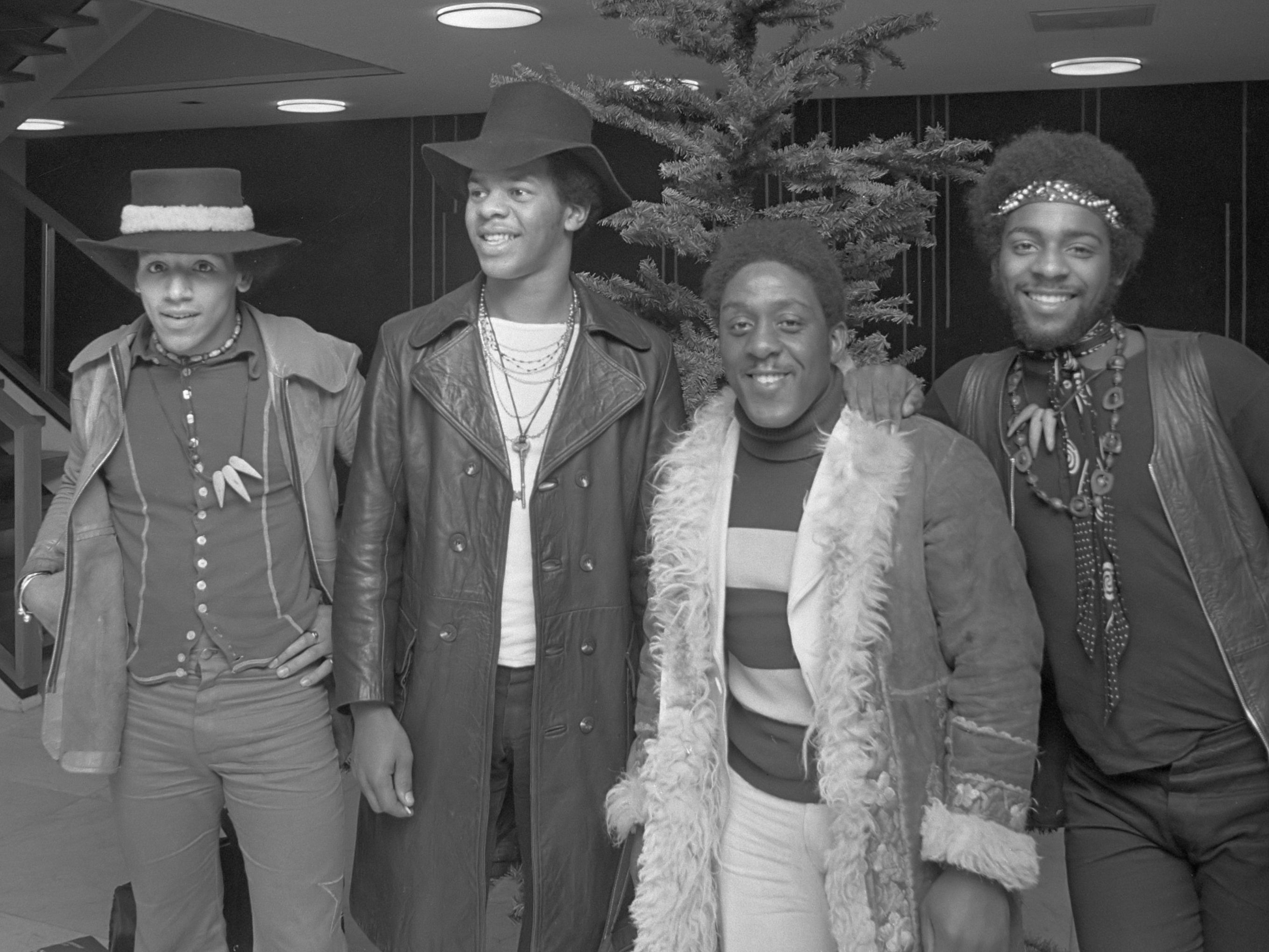
The Real Thing à l'aéroport d'Amsterdam-Schiphol en décembre 1972.

Le plus grand succès du groupe est You to Me Are Everything (1976).

## Discographie

### Albums studio
- 1976 - Real Thing
- 1977 - 4 from 8
- 1978 - Step into Our World
- 1980 - ....Saints Or Sinners?

### Compilations
- 1980 - 20 Greatest Hits
- 1986 - The Best of The Real Thing
- 2021 - The Anthology 1972-1997 (Coffret 7CD inclus les 4 albums studio + 3CD bonus de Faces B, Singles, remixes, versions longues, versions instrumentales)